# Fundbüro (Roman)
Fundbüro ist ein Roman von Siegfried Lenz aus dem Jahr 2003, der mit einer Startauflage von 100.000 Exemplaren auf den Markt gebracht wurde.

## Die Personen
- Henry Neff, 24 Jahre alt, ist die zentrale Figur des Romans. Zu Anfang des Romans tritt er einen neuen Arbeitsplatz bei einem Fundbüro an. Er ist ein aktiver Vereinsspieler im Eishockey. Der Bundesbahnbereich, zu dem Henrys Fundbüro gehört, wird von einem Onkel Henrys geleitet.
- Hannes Harms, ist Henrys Vorgesetzter im Fundbüro. Er wundert sich gelegentlich darüber, dass Henry sich beruflich wenig zielstrebig zeigt.
- Albert Bußmann gilt als der erfahrenste Mitarbeiter im Fundbüro. Er lebt mit seinem neunzigjährigen verwirrten Vater zusammen.
- Paula Blohm, die etwas älter ist als Henry, ist im Fundbüro für den Schriftverkehr zuständig. Sie ist mit einem Mann namens Marco Blohm verheiratet, der bei der Synchronisation von Filmen mitwirkt. Paulas Bruder, Hubert, gehört zu einer Motorrad-Gang.
- Barbara Neff ist Henrys Schwester. Sie arbeitet in der Einkaufsabteilung von Neff und Plumbeck, dem größten Porzellangeschäft am Ort. Ihr Großvater war der Gründer der Firma.
- Dr. Fedor Lagutin ist, ebenso wie Henry, 24 Jahre alt. Er stammt aus Baschkirien, einem Teilstaat der ehemaligen Sowjetunion. Er ist Mathematiker und wurde von der örtlichen TH zu einem Gastaufenthalt eingeladen, um an einem Forschungsprogramm teilzunehmen. Er hat in seiner Heimat ein leicht altertümlich wirkendes Deutsch gelernt.

## Handlung
Der Roman beginnt damit, dass Henry seinen neuen Arbeitsplatz in einem Fundbüro antritt. Seine vorherige Arbeit als Zugbegleiter hat er aufgegeben, da sie mit zu viel Nervenanspannung verbunden war. Man erfährt, dass er sich ausdrücklich gegen beruflichen Aufstieg entschieden hat. Zitat: „… das Aufsteigen überlasse ich gerne anderen, mir genügt’s, wenn ich mich wohlfühle bei der Arbeit.“
Henry ist sehr angetan von seiner Kollegin Paula. Er drängt sie, mit ihm zusammen essen zu gehen. Als er von dem Treffen mit Paula zu seiner Wohnung zurückkehrt, wird er vor dem Haus von einer circa fünf Personen umfassenden Motorrad-Gang bedrängt, kann sich aber vor ihnen retten.
Der gesamte Roman wird von dem Motiv „Rationalisierungen bei der Bahn“ durchzogen. Bereits in Henrys früher Zeit im Fundbüro gibt es den Besuch eines Gutachters. Dessen Aufgabe besteht darin, einen Bericht über die Arbeitssituation im Fundbüro zu verfassen.
Doktor Lagutin hat einen Unfall hinter sich. Als er von einem fahrenden Zug abgesprungen ist, hat er sich verletzt und hat außerdem seine Tasche verloren. Henry bringt ihm die Tasche ins Hotel. Er freundet sich mit ihm an; zum Abschluss der Begegnung gibt es eine Umarmung.
Henry und Paula müssen sich mit einem Fundstück besonderer Art auseinandersetzen. Es handelt sich um eine Puppe, in deren Inneren sie 12.000 DM finden. Nach dieser Entdeckung ist klar, dass die Bahnpolizei benachrichtigt werden muss, wenn ein Fremder sich nach der Puppe erkundigen sollte.
Doktor Lagutin und Barbara, Henrys Schwester, begleiten Henry zu einem Eishockeyspiel, bei dem er zum ersten Mal als A-Klasse-Spieler eingesetzt wird. Er wird vom Puck an der Stirn getroffen und wird frühzeitig aus dem Spiel genommen. Henry und Barbara laden Doktor Lagutin anschließend zu einem Besuch bei ihrer Mutter ein.
Ein zirka vierzehnjähriger Junge fragt wegen der Puppe nach, in der man das Geld gefunden hat. Bald darauf läuft er davon und wird von Paula und Henry verfolgt. Sie verlieren ihn jedoch aus den Augen. Ihr Chef fordert nunmehr von ihnen einen schriftlichen Bericht zu den Vorkommnissen.
An einem nachfolgenden Abend hat Paula den Plan, sich im Kino einen Film anzuschauen, bei dessen Synchronisation ihr Mann mitgewirkt hat. Henry bittet darum, sie begleiten zu dürfen, und Paula stimmt zu. Im Kino bemüht sich Henry um körperliche Nähe zu Paula, wird aber von ihr abgewiesen. Sie gestattet ihm jedoch, sie zu ihrer Wohnung zu begleiten. Dort geraten sie überraschenderweise an Paulas Mann.
Fedor Lagutin bekommt ein Sonderstipendium zugeteilt. Er meldet sich daher bei Henry und kündigt seinen Besuch an. Er will mit Henry zusammen das Stipendium feiern. Vor dessen Haus wird er jedoch von der Motorrad-Gang abgefangen. Er kann sich nur dadurch retten, dass er bei Henrys Haus die Glastür mit einem Stein zertrümmert und den Türdrücker von innen betätigt. Dabei zieht er sich Schnittwunden zu, die von einem Notarzt behandelt werden.
Albert Bußmann muss nach seinem Vater suchen, da jener sich allem Anschein nach in der Stadt verirrt hat. Henry begleitet ihn. Sie finden den alten Mann hinter einer Drehorgel. Er hatte für den Drehorgelmann in dessen Abwesenheit die Vertretung übernommen. Henry begleitet die beiden zu ihrer Wohnung und bekommt dort von dem Alten Geschichten von angeblichen Fahrten mit der Transsibirischen Eisenbahn erzählt.
Henry macht einen Besuch bei Fedor Lagutin und gerät dort an Barbara. Man berät über die Frage, wie die Attacke der Motorrad-Gang einzuschätzen ist. Fedor Legutin zeigt, dass er dem Überfall, den er erlebt hat, ratlos gegenübersteht. Nach einiger Zeit äußert Barbara den Wunsch, man solle zusammen das Völkerkunde-Museum besuchen. Im Museum wird für die anderen beiden klar, aus welchem Grund Barbara sie hier hingelockt hat. Es gibt im Museum eine Installation "Baschkiren vor ihrem Festzelt". Bei Fedor Lagutin löst der Anblick heimatliche Gefühle aus.
Paula macht Henry Vorwürfe, weil die Motorrad-Gang ihres Bruders von Mitgliedern eines Eishockey-Clubs überfallen worden ist – wobei sie voraussetzt, dass auch er beteiligt war, was von Henry jedoch verneint wird.
Henry gerät im Fundbüro an einen betrunkenen Albert Bußmann. Bußmann hat erfahren, dass er in den Vorruhestand versetzt werden soll. Henry begleitet seinen Kollegen an diesem Abend nach Hause. Anschließend macht Henry einen Besuch bei seinem Onkel, dem Bundesbahn-Bereichsleiter. Er will erreichen, dass die Bahn die Entscheidung, die mit Blick auf Bußmann getroffen wurde, rückgängig macht. Der Onkel erklärt jedoch, dass es ihm nicht möglich ist, an der Entscheidung etwas zu ändern.
Fedor Lagutin hat eine Einladung zu einer Studenten-Feier bekommen und bittet Barbara und Henry, ihn zu begleiten. Bei der Feier wird ein Roboter vorgestellt, der imstande ist, die Frage, wie viele Personen anwesend sind, in natürlicher Sprache richtig zu beantworten. Es gibt viel Amüsement an diesem Abend; Fedor Lagutin und Barbara tanzen viel miteinander. Es kommt jedoch der Punkt, an dem sich Lagutin leicht zitternd erhebt und die Feier verlässt.
Bei einem Gespräch zwischen Henry, Paula und ihrem Vorgesetzten erfährt Paula, dass Henry bei seinem Onkel um seine Entlassung gebeten hat – offenbar mit der Absicht, dadurch dafür zu sorgen, dass Bußman seinen Posten behalten kann. Henry wiederum erfährt, dass Bußmann krankgeschrieben ist.
Fedor Lagutin hat für Barbara einen Brief hinterlassen, in dem es heißt: „Den Pfeil, der dich trifft, kannst du herausreißen, Worte aber bleiben stecken für immer.“ Sie sehen dadurch ihre Vermutung bestätigt, dass es für Lagutin Worte gegeben hat, die verletzend gewirkt haben.
Barbara und Henry sehen vor Henrys Haus, dass der dunkelhäutige Briefträger, der Joe genannt wird, von der Motorrad-Gang eingekreist wurde und Schläge von ihnen bekommt. Henry mischt sich ein und kämpft mit einem Eishockey-Schläger gegen die Gang-Mitglieder. Bald darauf kommen ihnen in größerer Zahl Männer aus der Umgebung zu Hilfe. Die Motorrad-Gang wird vertrieben.
Im letzten Kapitel erfährt Henry, dass Albert Bußman einen Schlaganfall hatte und sehr wahrscheinlich nicht mehr ins Fundbüro kommen wird. Er bekommt eine Ernennung zum stellvertretenden Fundbüro-Leiter angeboten, lehnt das Angebot jedoch ab.

## Themen und Motive
Lenz hat seinen Fundbüro-Roman im Jahr 2003 herausgebracht, und er hat Themen aufgegriffen, von denen er voraussetzen konnte, dass sie für ein breites Publikum von Interesse sein würden. Vor allem sind das die Themen "Sorge um den Arbeitsplatz" und "Ausländerfeindlichkeit". Daneben durchziehen den ganzen Roman Betrachtungen zum Thema "Verlieren und Wiederfinden".

### Abbau von Arbeitsplätzen
Mehrfach ist im Roman die Rede davon, dass man sich bei der Bundesbahn zu Rationalisierungen gezwungen sieht. Es taucht das Gerücht auf, dass 50 000 Arbeitsplätze eingespart werden sollen, und im Fundbüro erscheint ein Gutachter, der allem Anschein nach Einsparmöglichkeiten ermitteln soll.
Die Art und Weise, mit der man im Fundbüro dem Gutachter begegnet, kann beim Leser Verwunderung hervorrufen.
Einmal heißt es, dass Harms und der Gutachter zu Henry und Paula herunterschauten "stumm, ausdauernd, als warteten sie darauf, Arbeit vorgeführt zu bekommen". Die beiden Personen, die beobachtet werden, zeigen sich jedoch nicht beeindruckt. Im Text geht es weiter mit: "Henry beugte sich zu ihr herab und bot ihr eine Zigarette an." Und gleich darauf: "Er hatte das Bedürfnis, ihr über das Haar zu streichen […]."
Diese und einige andere Szenen können wie ein Plädoyer für Gelassenheit im Berufsleben wirken.

### Begegnung mit Fremden
Der Roman bietet Anschauungsmaterial zum Thema „Umgang mit Fremden“. Lenz zeigt, dass die Reaktionen auf einen ausländischen Gast wie Doktor Lagutin sehr unterschiedlich ausfallen können. Henry und Barbara fühlen sich zu der Welt, für die Lagutin steht, sehr hingezogen. Ihre Mutter dagegen zeigt sich deutlich distanzierter, was aber damit erklärt wird, dass sie sich an jenem Tag besondere Sorgen um ihren Sohn macht.
Neben herzlichem Interesse und Distanziertheit gibt es die Haltung eines Paares, das sich mit Blick auf Lagutin feindselig äußert (sie erklären, dass es „streng nach Ziege“ rieche), und es gibt die Motorrad-Gang, die auf den Anblick von Lagutin mit Gewaltbereitschaft reagiert.
Gegen Ende des Romans beschwört Lenz die Vision einer kollektiven Gegenwehr gegen ausländerfeindliche Akte herauf.

### Verlieren und Wiederfinden
In einer Szene des Romans steht Paula am Bahnsteig und beobachtet einen gut gekleideten Herrn, der in einen Zug einsteigt und dabei seinen Koffer zurücklässt und auf Hinweise, die von Umstehenden gegeben werden, nicht reagiert. Sie reicht ihm den Koffer in den Zug hinein und sieht anschließend, dass der Fremde den Koffer aus dem Zug wirft.
Im Fundbüro kommt man später zu der Vermutung, dass der Mann den Koffer wahrscheinlich deswegen nicht mehr haben wollte, weil er sich zusammen mit dem Koffer von einem Lebensabschnitt verabschieden wollte.
Es gibt viele Szenen, die in dieser Weise dazu anregen, sich mit dem Verlieren und dem Aufgeben und auch mit dem Wiederfinden zu beschäftigen.
Besonders anrührend kann wirken, was Professor Cassou, der stellvertretende Rektor der TH, aus seiner Lebensgeschichte zu berichten hat. Bei einer Studenten-Feier erzählt er, wie er im Krieg von seiner Schwester Sophie getrennt wurde. Er war damals sieben Jahre alt, und ein Wiedersehen hat es erst gegeben, als sie sich als Erwachsene durch einen Zufall in Kanada begegnet sind.

### Menschlichkeit, die sich im Kleinen zeigt
Lenz zeigt eine ungewöhnliche Sicht auf die Welt der Ämter und Behörden. Während die Welt der Behörden mit ihren Formularen und ihren durchregulierten Abläufen schon häufig als der Inbegriff der Unmenschlichkeit und Fantasielosigkeit vorgeführt wurde, zeigt Lenz in seinem Roman, dass es in einer Einrichtung wie dem Fundbüro gute Atmosphäre geben kann.
Henry muss sich im Fundbüro an die vorgegebenen Abläufe halten, aber er versteht es, mit den Vorgaben recht virtuos umzugehen. Wenn er von den "Verlierern" Eigentumsnachweise einfordert, dann läuft das des Öfteren darauf hinaus, dass die "Verlierer" sich aufgefordert fühlen, ihre Vorlieben und Fähigkeiten auszubreiten. Sie kommen Henrys Aufforderungen zumeist gerne nach. Henry weckt mit seinem unkonventionellen Auftreten offenbar Sympathie bei ihnen.
Lenz vermittelt dem Leser über die Figur des Henry, dass Menschlichkeit sich immer dort am besten entfalten kann, wo Leute bereit sind, viel Aufmerksamkeit auf die kleinen Geschichten des Alltags zu richten.

## Kritiken

### Warmherzigkeit
Der Roman wurde von der Kritik durchgängig positiv aufgenommen. Viele Rezensenten erklären, dass der Roman die Welt, die er zeigt, sympathisch erscheinen lässt.
Der Rezensent der Westdeutschen Allgemeinen Zeitung, Wolfgang Platzeck, äußert sich so:
Selbst oder gerade dort, wo Lenz den Erzählfluss behutsam in Richtung Ausländerfeindlichkeit und Deutschsein lenkt, fehlt ein moralisierender Unterton. Eine heitere Melancholie durchzieht das Buch, das keines Happy-Ends bedarf, um den Leser zwar nachdenklich, aber in tröstlicher Zuversicht zu entlassen.
Und die Rezensentin der Neuen Zürcher Zeitung, Beatrix Langner, merkt an:
Selten ist ein deutscher Roman zu lesen, in dem so bescheiden, schlicht und natürlich, mit so viel Sympathie von Menschen gesprochen wird, deren Liebenswürdigkeit allein in ihrer Unauffälligkeit liegt.

### Neunziger Jahre?
Irritationen gibt es gelegentlich bei der Frage, in welcher Zeit der Roman angesiedelt ist. Einerseits werden im Roman in Rundfunknachrichten die EU-Osterweiterung und Laptops angesprochen, auf den Schienen verkehren ICEs und Interregios und die Bahnreform ist ein übergeordnetes Thema, sodass klar ist, dass es sich um ein Geschehen in den späten neunziger Jahren handelt, andererseits gibt es allerhand Details, die auf frühere Jahrzehnte, teilweise sogar auf die fünfziger Jahre hindeuten:
- Die Zugtüren schließen noch nicht automatisch.
- Man schreibt in dem Fundbüro noch auf der Schreibmaschine statt mit dem Computer.
- Paula ist mit einem Mann verheiratet, der Synchronsprecher für Glenn Ford (Geburtsjahr: 1916) ist.
- Henry sieht im Bahnhofskino einen intellektuell anspruchsvollen irischen Spielfilm – als Blütezeit der Bahnhofskinos gelten die 1950er Jahre, während diese nach einer langen Phase des Niedergangs in der Handlungszeit des Romans praktisch ausgestorben waren.
- Die Mitglieder der Motorrad-Gang lassen kaum Gedanken an Skinheads der neunziger Jahre aufkommen und erinnern eher an Mopedrocker der Fünfziger.
- Als Fedor und Barbara sich bei einer Studentenfeier auf der Tanzfläche austoben, da ist es ein Rock ’n’ Roll, den sie tanzen.

### Ein soziales Märchen?
Die Rezensionen, die zum jetzigen Zeitpunkt (Mai 2006) vorliegen, zeigen ein uneinheitliches Bild.
Unter den Leser-Rezensionen, die
es bei Amazon.de zu lesen gibt, überwiegen die negativen Stellungnahmen. Offenbar gibt es nicht wenige Leser, die sich durch den Roman provoziert fühlen – weil sie die Darstellungen als verwirrend unrealistisch erleben.
Es gibt aber auch den Literaturkritiker Andreas Isenschmid, der bereit ist, den Roman in jeder Hinsicht zu verteidigen. Isenschmid geht davon aus, dass Lenz sich vollkommen darüber im Klaren war, dass er sich mit dem Fundbüro-Roman abseits von den Darstellungs-Klischees der heutigen Zeit bewegt. Wenn der Roman streckenweise wie ein idyllischer Gegenentwurf zur Wirklichkeit wirkt, dann ist das demnach also vom Autor durchaus so gewollt (siehe dazu den Link unter "Weblinks").